# Mauro Rafael Geral Cerqueira
Mauro Cerqueira (Loures, 20 de agosto de 1992) es un futbolista portugués que juega de defensa.

## Clubes
| Club                   | País     | Año       |
| ---------------------- | -------- | --------- |
| Eléctrico F. C.        | Portugal | 2012-2013 |
| A. Naval               | Portugal | 2013-2014 |
| Moura A. C.            | Portugal | 2014-2015 |
| C. D. Nacional         | Portugal | 2015-2019 |
| Académica de Coimbra   | Portugal | 2019-2020 |
| Újpest F. C.           | Hungría  | 2020-2021 |
| F. C. Hebar Pazardzhik | Bulgaria | 2022      |
| A. D. Ceuta F. C.      | España   | 2023      |

## Palmarés

### Títulos nacionales
| Título                       | Club           | País     | Año     |
| ---------------------------- | -------------- | -------- | ------- |
| Segunda División de Portugal | C. D. Nacional | Portugal | 2017-18 |
| Copa de Hungría              | Újpest F. C.   | Hungría  | 2020-21 |